# Denglong (sockenhuvudort i Kina, Jiangxi Sheng, lat 27,01, long 114,75)
Denglong är en sockenhuvudort i Kina. Den ligger i provinsen Jiangxi, i den sydöstra delen av landet, omkring 220 kilometer sydväst om provinshuvudstaden Nanchang. Antalet invånare är 15 899. Befolkningen består av 7 454 kvinnor och 8 445 män. Barn under 15 år utgör 21,0 %, vuxna 15-64 år 71 %, och äldre över 65 år 7,0 %.
Runt Denglong är det ganska tätbefolkat, med 192 invånare per kvadratkilometer. Närmaste större samhälle är Meitang, 11,0 km nordost om Denglong. Trakten runt Denglong består till största delen av jordbruksmark.
Genomsnittlig årsnederbörd är 1 972 millimeter. Den regnigaste månaden är maj, med i genomsnitt 316 mm nederbörd, och den torraste är oktober, med 32 mm nederbörd.